# اسباب سقوط تعهد
اسباب سقوط تعهد (به انگلیسی: Termination of obligations) به روش‌های ساقط‌شدن تعهد گفته‌می‌شود.

## روش‌های ساقط‌شدن تعهد
تعهدات به یکی از طرق ذیل ساقط می‌شود:
1. به وسیله وفای به عهد (به انگلیسی: Discharge, Performance, fulfillment of obligating)
2. به وسیله اقاله(به انگلیسی: Termination of a Contract by mutual agreement , mutual rescission)
3. به وسیله ابراء ما فی الذمه (به انگلیسی: Release from an obligation)
4. به وسیله تبدیل تعهد (به انگلیسی: Substitution of a different obligation)
5. به وسیله تهاتر (به انگلیسی: Set off , adjustment automatic)
6. به وسیله مالکیت ما فی الذمه (به انگلیسی: Acquisition of the debt)

علاوه بر موارد بالا فسخ (خیار فسخ) و انفساخ را نیز باید از اسباب (با واسطه) سقوط تعهدات دانست.

### وفای به عهد
به محض اینکه متعهد به عهد خود وفا کرد، تعهد از بین  برده می شود و بدیهی است که متعهدله نمی‌تواند اجرای مجدد آن را مطالبه کند.

### اقاله
عبارت است از اینکه طرفین قرارداد با تراضی و توافق یکدیگر، معامله را برهم بزنند.اقاله به هر لفظ یا عملی واقع می‌شود که دلالت بر بهم زدن معامله کند.

### ابراء
عبارت از این است که داین از حق خود به اختیار صرف نظر نماید.

### تبدیل تعهد
عبارت است از توافق متعهد و متعهدله بر جایگزینی تعهد پیشین.

### تهاتر
سقوط دو دین همجنس که به طور متقابل بین دو شخص وجود دارد.

### مالکیت ما فی‌الذمه
عبارت است از اجتماع وصف داین و مدیون یک رابطهٔ تعهد در یک شخص.به عبارت دیگر جمع شدن عنوان طلبکار و بدهکار نسبت به یک تعهد در شخص واحد را مالکیت ما فی‌الذمه گویند.مثل اینکه اگر کسی به مورّث خود مدیون باشد، پس از فوت مورّث، دین او به نسبت سهم‌الارث ساقط می‌شود.